# Толлан
Толлан (исп. Tollan) — месоамериканская мифологема, встречающаяся в литературе как название города, часто ассоциируется со столицей тольтеков, городом Тула. Из-за мифологической связи данного термина с райским местом множество поселений в Месоамерике содержат выражающие почтение суффиксы tol- или tul- (Тола, Тула-Шикокотитлан, Чолула, Толула; столицу ацтеков город Теночтитлан также называли «Толлан Теночтитлан»).
Этимология слова tollan и однокоренных ему связана с тростником. Названия Tula, Tollan и майяск. Tulán происходят от слов на языке аст. tollin или tullin, которые означают «место с камышом» (тростником, рогозом). Среди реальных топонимов, связанных с подобными местами — например Тулансинго.
В соответствии с мифологией, Толлан являлся столицей пернатого змея Кетцалькоатля, месоамериканской версией рая на земле (см. Тамоанчан). В городе находилось четыре дома Кецалькоатля — западный был построен из зелёного нефрита, восточный — из жёлтого золота, северный — из розового перламутра, а южный — из белого перламутра. Все дома были покрыты бирюзовой мозаикой и кецалевыми перьями. После поражения в противостоянии с Тескатлипокой, Пернатый змей удалился из Толлана, пообещав вернуться (за легендой, видимо, стоит реальная история правителя города Се-Акатля Накшитля Топильцина Кецалькоатля).
Найденные на стадионе для игры в мяч в Чичен-Ице изображения свидетельствуют о местном культе Кетцалькоатля, что позволило этот город также рассматривать в качестве мифического Толлана. Высказывалось предположение, что исторически первым (ещё до Тулы) Толланом называли город Теотиуакан.
В научно-фантастическом телесериале «Звёздные врата: SG-1» толлане (толланцы, Tollan) — технологически развитая человеческая цивилизация, чьё название образовано от Толлана, откуда, видимо, происходят её представители.